# Genie Music
Genie Music (Hangul: 지니뮤직) – południowokoreańska firma zajmująca się w produkcją i dystrybucją treści muzycznych, spółka zależna KT Corporation.

## Historia
Firma powstała w lipcu 1991 roku jako dział Blue Cord Technology, w 2000 roku przejęła Doremi Media, krajowego producenta muzyki.
W 2007 została nabyta przez KT Freetel i rok później zmieniła nazwę na KTF Music. W 2009 roku firma ponownie zmieniła nazwę na KT Music w wyniku połączenia KT Freetel z KT Corporation.
W 2012 roku KT Music nabyła KMP Holdings.
Po inwestycji firmy LG Uplus KT Music zmieniła nazwę na Genie Music w marcu 2017 roku.

## Sieć dystrybucyjna
Krajowa
- YG Entertainment
- Star Empire Entertainment
- Baljunso (od 2014)
- The Music Works (od 2016)
- MillionMarket (od 2018; także z Kakao M)
- Happy Face Entertainment